# SN 2004V
SN 2004V – supernowa typu II odkryta 10 lutego 2004 roku w galaktyce A145055+1713. W momencie odkrycia miała maksymalną jasność 18,10m.